# Wasyl Tupczij
Wasyl Arkadijowycz Tupczij (ukr. Василь Аркадійович Тупчій, ur. 13 stycznia 1992 w Kopajhorodzie) – ukraiński siatkarz, reprezentant Ukrainy, grający na pozycji atakującego. 

## Przebieg kariery
| Lata      | Klub                        |
| --------- | --------------------------- |
| 2007–2013 | SDJuSSz-WDAU Winnica        |
| 2013–2014 | Chimprom Sumy               |
| 2014–2015 | Kondensat-Zhaikmunai Uralsk |
| 2015–2017 | Altay VC Ust-Kamienogorsk   |
| 2017–2018 | Nice VB                     |
| 2018–2021 | Arago de Sète               |
| 2021–2022 | Cambrai Volley              |
| 2022–     | Barkom-Każany Lwów          |
| 2025      | Qatar SC                    |

## Sukcesy klubowe
Liga ukraińska:
- 2014

Liga kazachstańska:
- 2016[11], 2017[12]

## Sukcesy reprezentacyjne
Liga Europejska:
- 2017[13]
- 2021[14], 2023